# Radimella pacifica
Radimella pacifica är en kräftdjursart som först beskrevs av Tage Skogsberg 1928.  Radimella pacifica ingår i släktet Radimella och familjen Hemicytheridae. Inga underarter finns listade i Catalogue of Life.